# Bredana alternata
Bredana alternata là một loài nhện trong họ Salticidae.
Loài này thuộc chi Bredana. Bredana alternata được Willis J. Gertsch miêu tả năm 1936.